# 少年足球
《少年足球》是塀内夏子（塀内真人）創作的漫畫，從1987年到1992年期間在日本的《週刊少年Magazine》雜誌連載，單行本共29冊。台灣中文版漫畫定名為《銅牆鐵壁》，由東立出版社發行。原作後來被改編成電視動畫與OVA動畫。

## 故事簡介
故事以中學生足球員熊谷五郎為主角，講述他與學校足球隊的隊友一同努力的過程。

## 登場人物

### 私立川崎高中
- 熊谷五郎（くまがや　ごろう） - 配音員：土田大 / OVA聲：置鮎龍太郎／台灣配音員：李景唐／香港配音員：利耀堂

故事主角。剛開始是擔任守門員，升上川崎高中後，隊友織田與勝彥建議他轉向MF(中場)位置。
- 伊藤 渚（いとう　なぎさ） - 配音員：樋口智惠子 / OVA聲：日高範子／台灣配音員：傅其慧 ／香港配音員：張雪儀

足球社的管理人。她與五郎是青梅竹馬的朋友，一起升上川崎高中。
- 藥丸英樹（やくまる　ひでき） - 配音員：私市淳 / OVA聲：中原茂／台灣配音員：賀宇傑／香港配音員：郭俊廷

位置是FW（前鋒）。
- 佐藤真悟（さとう　しんご） - 配音員：澀谷茂 / OVA聲：堀川亮／台灣配音員：魏伯勤 ／香港配音員：陳樂民

位置是FW（左邊鋒）。
- 野内良成（のうち　よしなり） - 配音員：藤田圭宣 ／香港配音員：龍德瓊

位置是DF（邊後衛）。後來是足球社的管理人。
- 日比野勝彦（ひびの　かつひこ） - 配音員：神谷浩史／台灣配音員：丘台名

從南美洲回國、身材短小的守門員。
- 織田和仁（おだ　かずひと） - 配音員：松本保典／台灣配音員：魏伯勤 ／香港配音員：黃志成

位置是MF（攻撃的MF）、DF（清道夫）。川崎高中足球隊隊長，受傷患困擾，故事中段因畢業而離校。
- 織田由樹子（おだ　ゆきこ） - 配音員：伊藤美紀／台灣配音員：傅其慧  ／香港配音員：吳小藝

織田和仁的妹妹，是川崎高中足球社初任管理人。
- 阿部弘志（あべ　ひろし） - 配音員：天田真人

位置是FW（右邊鋒）。
- 島本 守（しまもと　まもる）- 台灣配音員：魏伯勤

位置是DF（自由人）。
- 八木 維（やぎ　ただし）

位置是DF（中後衛）。
- 有本 涉（ありもと　わたる） - 配音員：野島健兒

位置是MF(中場)、DF(後衛)。
- 田中老師 - 台灣配音員：丘台名

川崎高中足球社的顧問。
- 太田 - 配音員：千葉進歩

在初期支援川崎高中足球社的其中1人。
- 金子 - 配音員：關根一則

在初期支援川崎高中足球社的其中1人。
- 渡邊 - 配音員：久保田創

在初期支援川崎高中足球社的其中1人。
- 馬場 - 配音員：川田紳司

在初期支援川崎高中足球社的其中1人。
- 米田 - 配音員：谷山紀章

### 横濱南高中
- 有本監督（ありもと　かんとく） - 配音員：志村知幸 ／香港配音員：盧傑群

横濱南高中足球社的監督。
- 茅野鷹志（かやの　たかし） - 配音員：三木眞一郎 / OVA聲：鹽澤兼人

位置是MF（攻撃的MF）、FW（中鋒）。
- 日比野慶彦（ひびの　よしひこ） - 配音員：神奈延年  ／香港配音員：陳廷軒

位置是MF（攻撃的MF）、FW。
- 倉地（くらち）

位置是DF。
- 不破（ふわ）

位置是FW（中鋒）。
- 高柳（たかやなぎ） - 配音員：小西克幸

位置是GK。
- 廣澤（ひろさわ）

位置是DF（後中衛）。
- 後藤（ごとう）

位置是GK。

### 神奈川縣勢
- 島原誠（しまばら　まこと）

瀨谷二高中的主將。位置是FW（右邊鋒）。
- 大伴雄（おおとも）

就讀瀨谷二高中。位置是FW（中鋒）。
- 黑崎享（くろさき　とおる）

就讀茅崎商工。位置是GK。
- 奥村保夫（おくむら　やすお）

就讀小田原商業高中。位置是FW。
- 奥村幹夫（おくむら　みきお）

就讀小田原商業高中。位置是GK。
- 保坂一範（ほさか　かずのり）

就讀朝日高中。位置是MF。

### 静岡一高
- 明智紀之（あけち　のりゆき） - 配音員：櫻井孝宏

位置是MF(攻擊的MF)。
- 暮林哲郎（くればやし　てつお）

位置是FW（中鋒）。
- 池永（いけなが）

位置是GK。
- 澤村健人（さわむら　けんと）

位置是DF（自由人）。
- 岡本（おかもと）

位置是FW。
- 井上（いのうえ）

位置是DF。

### 成京高中
- 澤渡明（さわたり　あきら）

成京高中足球社的監督。
- 的場圭一（まとば　けいいち）

位置是MF(攻擊的MF)
- 塞繆爾・羅西（サミュエル・ロッシ）

位置是MF(攻擊的MF)
- 新田智之（にった　ともゆき）

位置是FW

### 鹿兒島學院
- 蘇我 はじめ（そが　はじめ）

位置是FW、MF
- 九鬼一平（くき　いっぺい）

位置是GK
- 須佐見（すさみ）

位置是MF

### 蕪双高中
- 堂島讓二（どうじま　じょうじ）

先前是日本代表的GK，現在是蕪双高中足球社的監督。
- 津野まさはる（つの　まさはる） - 配音員：遠近孝一

位置是DF
- 松浦猛（まつうら　たけし）

位置是FW
- 西崎裕二（にしざき　ゆうじ）

位置是FW

### 其他角色
- 佛列茲‧穆勒（フリッツ・ミュラー）
- 久志
- 田村 - 配音員：久保田創
- 吉田 - 配音員：天田真人
- 木村 - 配音員：柴田創一郎
- 菲歐・馬斯楚安尼 （フィオ・マストロヤンニ） - 配音員：天田真人（少年時代是今井麻美）
- 尚・特雷索爾（ジャン・トレゾール） - 配音員：鈴村健一
- 日比野真彦 - 配音員：遠近孝一
- 渚的母親 - 配音員：佐久間紅美／台灣配音員：傅其慧

## 電視動畫
2001年5月10日到2002年1月31日期間在日本的Animax撥出，共39集。

### 製作群
- 製片人：平瀨清範、田村浩一
- 制訂計劃製片人：佐藤直美
- 制作製片人：增田光弘
- 監督：奥田誠治
- 系列構成：小山高生
- 人物設計：とみながまり、新井豐
- 藝術：彩乃小路
- 色彩設定：梅田祐樹
- 藝術擔任：加藤久佳
- 音樂：坂本昌之
- 音樂製片人：八木仁
- 音樂導演：藤田昭彦
- 美術監督：宮前光春
- 攝影監督：小西一廣
- 編集：小峰博美
- 音響監督：渡邊淳
- 編劇：小山高生、星川泰子、細井能道、山田健一、彩乃小路、堀井明子
- 分鏡：木宮茂、藤原良二
- 製作：葦Production、Animax Broadcast Japan

### 主題曲
- 片頭曲：「大好きなシューズ」（作詞：大森祥子／作曲：淺田直／編曲：坂本昌之／演唱：樋口智惠子）
- 片尾曲：「C/W Deary」（作詞：大森祥子／作曲：淺田直／編曲：坂本昌之／演唱：樋口智惠子）

### 其他配音員
- 廣播員 - 小西克幸
- 球証 - 近田和生

## OVA
日本在1993年1月22日發售。

### 製作群
- 監督：阿部恒
- 總監督、編劇：四辻たかお

## 外部連結
- （日語） 少年足球 （页面存档备份，存于） - 電視動畫版粉絲網站
- （繁體中文）少年足球 - 華視電視動畫版官方網站

| 華視 星期一至星期五17:30-18:00節目 | 華視 星期一至星期五17:30-18:00節目             | 華視 星期一至星期五17:30-18:00節目 |
| ---------------------------------- | ---------------------------------------------- | ---------------------------------- |
|                                    | 少年足球 （2008年4月3日 - 2008年5月27日）      |                                    |
| KERORO軍曹                         | 遊戲王GX                                       |                                    |
| 華視 星期一至星期五17:28-17:58節目 |                                                |                                    |
| 戀愛占卜師                         | 少年足球 重播 （2018年3月13日 - 2018年5月4日） | 魔法咪路咪路 第103－172集          |